# Gymnasium zum Grauen Kloster
L'Evangelisches Gymnasium zum Grauen Kloster è una scuola privata di tipo umanistico con sede a Berlino, ritenuta una delle più prestigiose della Germania. I suoi allievi si chiamano "Klosteraner".

## Storia

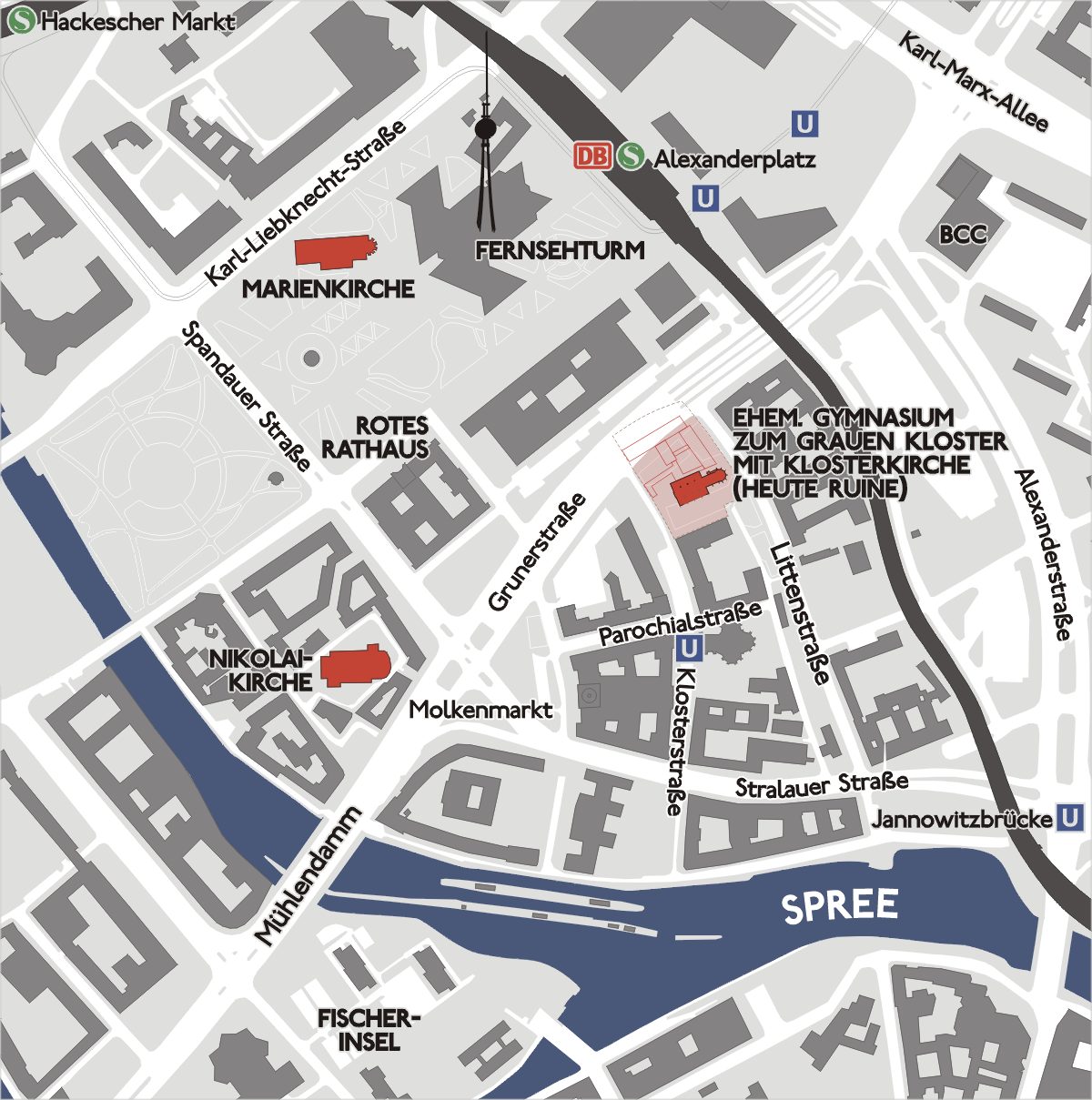
La sede storica nel Mitte

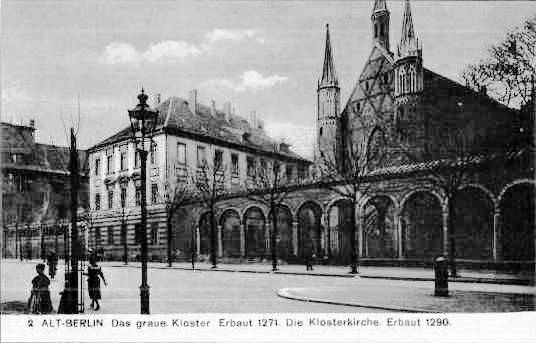
Das graue Kloster intorno al 1910

Il 13 luglio 1574 l'elettore di Brandeburgo Giovanni Giorgio di Hohenzollern fondò sull'attuale Klosterstraße il Berlinisches Gymnasium zum Grauen Kloster ("Ginnasio berlinese al convento grigio"), il più antico ginnasio di Berlino.
La scuola aveva sede nel Mitte; l'edificio che lo ospitava era stato costruito nel 1271 dall'Ordine dei Frati Minori presso le mura cittadine: il nome del convento (Graues Kloster, "convento grigio") derivava dal colore del saio dei frati.
Nel 1539 in seguito alla Riforma protestante il convento venne secolarizzato e soppresso, mentre i membri dell'ordine ricevettero una rendita vitalizia. Dopo che morì nel convento l'ultimo francescano, il 4 gennaio 1571, l'elettore di Brandeburgo, che era salito sul trono in quello stesso mese di gennaio, decise che l'edificio del convento sarebbe stato utilizzato come ginnasio.
Il ginnasio berlinese venne fondato per essere la più importante istituzione educativa della capitale brandeburghese, nonché dell'intera Marca di Brandeburgo. Nel maggio del 1767 il Berlinisches Gymnasium si fuse con il Cöllnisches Gymnasium, le due scuole unite con il nome  di Berlinisches Gymnasium zum Grauen Kloster continuarono insieme fino al 1824.
Intorno al 1770 il rettore Anton Friedrich Büsching fece costruire sul lato sinistro del convento francescano la nuova sede della scuola, e nel 1819 il re Federico Guglielmo III donò al ginnasio la cosiddetta Lagerhaus ("magazzino"), nella quale furono ricavati l'aula magna, la biblioteca e l'aula di scienze naturali.
Fra il 1900 ed il 1901 venne costruita una nuova sede in stile eclettico dagli architetti Matzdorff e Högg. 
Lo storico edificio del ginnasio e la vicina chiesa furono completamente distrutti durante i bombardamenti alleati nel 1945. Le rovine gotiche della Franziskaner-Klosterkirche del XIII secolo sono tuttora visibili presso Alexanderplatz. Il ginnasio fu quindi sistemato in un primo tempo nel rettorato della Friedrichswerdersche Oberrealschule (a Mitte), e poi, dal 1949, negli edifici che erano stati precedentemente occupati dal Französisches Gymnasium in Niederwallstraße 6–7.
Dopo la divisione di Berlino nel 1949, il Gymnasium zum Grauen Kloster si trovò nella parte orientale della città. Nello stesso anno la Chiesa evangelica aveva fondato l'Evangelisches Gymnasium a Berlino Ovest, nel complesso della Glaubenskirche nel quartiere di Tempelhof. Successivamente, nel 1954, l'Evangelisches Gymnasium venne trasferito nel sobborgo di Schmargendorf in un edificio amministrativo ricostruito con i fondi del piano Marshall.
Nel 1958 le autorità della DDR chiusero il vecchio ginnasio zum Grauen Kloster e lo ribattezzarono "Seconda scuola superiore comprensiva". Perciò dal 1963 l'Evangelisches Gymnasium di Berlino Ovest ha adottato la tradizione dello storico istituto soppresso ed ha aggiunto "zum Grauen Kloster" al proprio nome.
I resti della biblioteca e dell'archivio del vecchio zum grauen Kloster sono ora custoditi presso la Zentral- und Landesbibliothek Berlin.

## Programma di studi
Il ginnasio zum Grauen Kloster è una delle ultime scuole a Berlino a offrire un'educazione classica con latino e greco antico come materie obbligatorie. Gli studenti iniziano lo studio delle lingue in questo ordine: inglese e latino dal primo anno (chiamato "quinta classe" in continuità con i quattro anni delle elementari), greco in ottava classe, francese (facoltativo) in nona classe. 
Fra le attività extracurriculari la "società dei dibattiti" è particolarmente attiva e suoi membri hanno vinto varie gare di Jugend debattiert negli ultimi anni.